# 1956年叛國罪審判
叛國罪審判（英語：Treason Trial）是在約翰內斯堡進行的一次審判，其中包括納爾遜·曼德拉在內的156人在1956年的一次襲擊中被捕並被指控在南非叛國。
主要審判持續到1961年，當時所有被告都被判無罪。在審判期間，奧利弗·坦博離開了這個國家並被流放。他在其他歐洲和非洲國家創立了一個組織，幫助宣傳非洲人國民大會在南非的事業。一些被告後來於1964年在里沃尼亞審判中被定罪。
盧圖利酋長談到了叛國罪審判：
叛國罪審判必須佔據南非歷史上的特殊地位。在黎明前的那場嚴峻襲擊中，故意將恐怖襲擊轉化為猶豫不決的思想，並使整個國家感受到統治集團決心扼殺所有反對派，使我們的一百五十六人屬於我們國家的所有種族，成為一組被告來面臨任何法律制度中最嚴重指控之一。

## 背景
1956年12月5日，南非警方安全部門在執行《制止共產主義法》時突擊搜查並逮捕了全國各地的140人，罪名是叛國罪:1,12。那些不在約翰內斯堡的人乘坐軍用飛機飛行到那裡並被拘留，直到1956年12月19日舉行聽證會:12。這次襲擊是1955年進行的襲擊的後續行動，其中包括搜查令，以便向48個反政府組織尋找文件:12。
1956年12月19日，153名囚犯被送往約翰內斯堡鑽井廳進行初步聽證，以審查該省的證據:18。法官弗雷德里克·韋塞爾斯以及擔任省檢察官J.C.范·尼凱克是主審法官:18。檢察官試圖處理此案但被中斷了三次，因為5,000名南非黑人希望參加此案，他們圍著鑽井廳的街道，並唱著《天佑非洲》:18。訴訟程序必須停止:18。英國的工黨指責南非政府恐嚇和傷害那些反對種族隔離的人，又譴責審判，並稱南非是一個警察國家:18。
訴訟在1956年12月20日恢復，但當辯方反對他們的委託人在六英尺高的鐵絲網後面時，聽證會再次中斷:1, 9。休會後，雙方同意將其縮小為四英尺高的障礙物:9。檢察官J.C.范·尼凱克隨後提出了他的證供大綱，可以追溯到1953年的解放運動，但他的作供很快在法庭外發生暴力事件時被打斷:9。在警方開始向大約1,000名黑人抗議者的人群移動後，其中一名警察被一塊石頭撞傷，警察向人群和周圍的汽車和商店開槍進行報復，造成十四人受傷。副警務專員皮特·格羅布勒上校使他的士兵停止射擊並恢復秩序:1,9。
審判於1956年12月21日繼續審理，檢察官提出他的案件，指出被告是顛覆性的，參加了最近在克勒普敦舉行的人民代表大會，在那裡發言、促進共產主義以及《自由憲章》的制定，需要在國外尋求幫助和其他證據，並需要籌集資金購買槍支:1, 4。由於尚未向個別被拘留者提出指控，因此他們獲准保釋，然後審判至1957年1月9日結束:4。
在1957年1月9日恢復初審以及審查國家證據後又增加了三名被告，將這被告數字增加到156人:14。辯方認為，《自由憲章》並非叛國，它並沒有要求暴力，並主張南非的和平與種族和諧:14。
聽證會在1957年8月仍在進行，被告人每天在法庭上花費6個小時:17。隨著聽證會再持續幾個月，地方法官有超過6,200頁的證詞和10,000件展品，以審查和決定是否由自己通過判決或讓司法部長決定是否進行審判:17。審判花了長時間，男性囚犯組成了一個合唱團:17。
1957年12月17日，司法部長W.J.麥肯齊決定撤銷對其中61名被告的指控，並於1958年1月13日繼續審判其餘95名被告:15。艾伯特·盧圖利與44名黑人、6名白人、4名印度人以及6名有色人被告獲釋:15。
聽證會於1958年1月13日恢復，檢察官告知法院已在審判名單清除該61名被告的姓名:2。
聽證會於1958年1月30日結束。法官F.C.韋塞爾斯發現有足夠的證據證明被告觸犯叛國罪:1,3。所有被告要求辯護，並懇求無罪釋放，他們被保釋。他們的辯護律師要求陪審團審判或者由兩三名法官審判，但第一項要求被國家在叛國罪審判中駁回:3。
叛國罪審判於1958年8月1日在比勒陀利亞開始，91名受審的人被指控觸犯叛國罪:4。審判中共有57名黑人、16名白人、16名印度人和2名有色人在1952年至1956年期間試圖推翻南非政府，意圖以共產主義制度取而代之:4。辯護律師通過向三名審判法官中的兩名提出異議來開始審判。他們呼籲法官約瑟夫·盧多夫退出，因為他在其他案件中作為律師參與了一些被告的辯護，而法官蘭斯·倫普夫亦應該退出，因為他要求前者指定為叛國罪審判的法官:4。案件隨後延期至下週一:4。
當審判於1958年8月12日恢復時，首席辯護律師伊斯拉埃爾·梅塞勒斯繼續向起訴書提出質疑，指的是他聲稱在不到兩年的時間內無法閱讀的大量文件證據，並且濫用了法院程序，檢方不知道其案件是什麼:8。
審判在10月份崩潰後，於1958年11月決定在1959年1月19日恢復審判，決定將60人從起訴書中刪除:8。
1958年11月22日，91人中有30人被重新起訴，現在根據1955年的人民大會和通過《自由憲章》，這項指控被縮小到陰謀危害及推翻國家:27。而其餘61人將於1959年4月被起訴:27。
審判於1959年1月19日在比勒陀利亞恢復，辯方要求將審判移回約翰內斯堡，因為被告人出行困難，而且他們大部分也居住在約翰內斯堡:8。由於載有被告的公共汽車發生故障，案件在第一天被推遲到午餐後:8。審判於1959年2月2日恢復，場地變更請求被駁回，辯護律師繼續反對新的起訴書:8。
隨著其他61名被告於1959年4月20日恢復審判，當法官R.L.倫普夫宣布皇室的案件不能指控被告的陰謀而不說他們如何進入陰謀並且他們需要知道為了辯護他們的案件時，它就結束了:4。被告可以返回家中，檢方將不得不決定是否重新起訴他們:4。
1961年3月29日，至少有28名被告在審判的判決是被釋放，他們都被判無觸犯叛國罪並被釋放:1。法官F.L.H.倫普夫得出結論後認為控方無法證明非洲人國民大會已成為一個共產主義組織，因此不能證明任何叛國行為，也不會用任何暴力行為來推翻國家:1。被告與他們的親屬在法庭外會面，並聽到人們歌唱《天佑非洲》:5。

## 被告
1956年12月，國會聯盟的許多關鍵成員被逮捕並被指控犯有叛國罪，包括非國大的幾乎所有執行委員會，以及南非共產黨、南非印度人大會和南非民主大會。105名黑人、21名印度人、23名白人和7名有色人領導被捕。十個是女性。許多被捕者包括納爾遜·曼德拉等人都被關押在約翰內斯堡監獄的公共牢房中，其被稱為堡壘，導致曼德拉所描述的“多年來最大和最長的國會聯盟無黨派會議”。然而，白人男性、白人女性和黑人分別被關押在監獄的不同部分。
最初，156名被告被指控犯有叛國罪。被告人數後來減少到92人。1957年11月，檢方重新改寫起訴書並對30名被告進行了單獨審判。他們的審判於1959年8月開始。其餘61名被告在1960年中期被駁回之前被單獨審判。
叛國罪審判被告（在審判的不同階段）包括：
- 法里德·亞當斯（最後30名被告之一）。
- 萊昂內爾·伯恩斯坦（英语：Lionel Bernstein），稱為Rusty，人民代表大會（英语：Congress of the People (1955)）和民主大會（英语：South African Congress of Democrats）。
- 皮特·貝萊威爾德。
- 索尼婭·邦廷（英语：Sonia Bunting），共產主義組織者南非共產黨和記者（在她1958年10月無罪釋放後公佈）[23]。
- 詹姆斯·卡拉塔（英语：James Calata）牧師。
- 優素福·達杜（英语：Yusuf Dadoo），南非印度人大會（英语：South African Indian Congress）領導人。
- 露絲·費斯特（英语：Ruth First），南非共，記者和斯洛沃的妻子。
- 萊昂內爾·福曼，律師和記者（起訴書撤回），於1959年去世。
- 阿奇·古姆代（英语：Archie Gumede），非國大，後來的聯合民主陣線領導人。
- 伯莎·高克思瓦（英语：Bertha Gxowa）（最後30名被告之一）。
- 阿爾弗雷德·哈欽森（英语：Alfred Hutchinson）（一名在審判結束前逃離南非的有色人記者）。
- 海倫·約瑟夫，白人工會會員和婦女領袖（最後30名被告之一）。
- 艾哈邁德·卡特拉達（英语：Ahmed Kathrada），第三名被指控，德蘭士瓦印度人青年大會秘書長（最後30名被告之一）。
- 菲什·凱特森（英语：Fish Keitseng）。
- 摩西·科塔內（英语：Moses Kotane），參加萬隆亞非會議的非國大代表。
- 亞歷克斯·拉·古馬（英语：Alex La Guma），記者和作家。
- 亞瑟·萊特勒，非國大的財務總監和醫生。
- 萊昂·利維（最後30名被告之一）。
- 斯坦利·洛蘭，第四名被指控，南非共（最後30名被告之一）。
- 艾伯特·盧圖利，稱為盧圖利酋長，當時非國大的黨主席，後來因證據不足被釋放。
- 納爾遜·曼德拉，非國大（最後30名被告之一）。
- 撒加利亞·克奧迪雷蘭·馬修斯（英语：Z. K. Matthews），學術界人士。
- 武西爾·米尼（英语：Vuyisile Mini），工會領導人和音樂家。
- 威爾頓·馬瓦伊（英语：Wilton Mkwayi），在1960年緊急狀態期間躲藏起來，而其他被告則被拘留，後來在里沃尼亞審判（英语：Rivonia Trial）期間被捕並受審[24]。
- 伊達·姆茲瓦納（英语：Ida Mntwana），南非婦女聯合會的第一任全國主席，在判決前死於1960年3月（最後30名被告之一）。
- 喬·莫迪斯（英语：Joe Modise）（非洲人國民大會青年聯合會（英语：African National Congress Youth League）領導人，當時是一名工作階段的鄉鎮青年，擔任公交車司機）。
- 帕特里克·莫勞亞，非國大青聯。
- 納拉恩沙米·圖姆比·納克爾。
- 埃利亞斯·莫利特利，非國大領導人，在審判結束前幾週去世（最後30名被告之一）。
- 萊昂內爾·莫里森（英语：Lionel Morrison），最年輕的被告（21歲）。到英國申請庇護而成為英國公民，於2016年去世。
- 莫察馬伊·姆福（英语：Motsamai Mpho）。
- 蒙蒂·納克爾（英语：Monty Naicker），納塔爾印度人大會的甘地領袖。
- 比利·拿爾（英语：Billy Nair），納塔爾的工會會員。
- 莉蓮·恩戈伊（英语：Lillian Ngoyi）（最後30名被告之一）。
- 杜馬·諾克威（英语：Duma Nokwe）（最後30名被告之一）。
- 彼得·恩泰特，非國大青聯。
- 喬治·皮克。
- 尼姆羅德·塞傑克（英语：Nimrod Sejake）。
- 雷吉·薩坦波（英语：Reggie September）。
- 格爾特·西巴恩德（英语：Gert Sibande）。
- 德比·辛格，南印大（英语：South African Indian Congress）。
- 沃爾特·西蘇盧（英语：Walter Sisulu），非國大（最後30名被告之一）。
- 喬·斯洛沃（英语：Joe Slovo），南非共律師（最後30名被告之一）。
- 奧利弗·坦博，由於缺乏證據而被釋放，流亡到國外協調非國大。
- 本·圖羅克（英语：Ben Turok），學者、南非議會議員，2014年退休。
- 馬薩巴拉拉·邦尼·延格瓦，納塔爾非國大。

## 審判時間表
- 1956年12月：156名反種族隔離的領導人被捕。
- 1956年12月至1958年1月：在地方法院進行預審，以確定是否有足夠的證據可以進行審判。
- 1957年11月：檢方重申了起訴書，並對30名被告進行了單獨審判。其餘61名被告在1959年中期被駁回之前將被單獨審判。
- 1959年8月：對最高法院的30名被告人進行審判。
- 1960年3月5日：盧圖利酋長開始作供[25]。
- 1960年4月8日：在沙佩維爾大屠殺之後宣布緊急狀態後，非國大被宣布禁止。被告被拘留了五個月，並在沒有律師的情況下重審了幾個月。
- 1960年5月：在拘留期間的海倫·約瑟夫和21名左翼白人婦女開始了為期8天的絕食抗議[26]。被拘留者的子女在約翰內斯堡市政廳（英语：Johannesburg City Hall）外抗議[27]。
- 1960年8月3日：曼德拉開始作供[28]。
- 1960年10月7日：辯方結束作供。
- 1961年3月23日：審判休庭一周。
- 1961年3月29日：被告被判無罪。

## 延伸閱讀
- Joseph, Helen. . Kwagga Publishers. 1963  [2018-12-30]. ISBN 978-0-620-22197-9. （原始内容存档于2020-07-28）.
- Sampson, Anthony. . Heinemann. 1958.
- Mandela, Nelson. . Little, Brown. 1995. ISBN 978-0-7595-2104-9.
- Bernstein, Rusty. . Viking. 1999. ISBN 978-0-670-88792-7.
- Sisulu, Elinor. . New Africa Books. 2011. ISBN 978-0-86486-639-4.

## 外部連結
- ANC Treason Trial resources
- Treason Trial（页面存档备份，存于） on the Google Cultural Institute